# جو فرانتز
جو فرانتز (بالإنجليزية: Joe Frantz)‏ هو منتج أفلام ومصور سينمائي أمريكي، ولد في 17 يوليو 1976 في وست تشستر ‏ في الولايات المتحدة.

## وصلات خارجية
- جو فرانتز على موقع IMDb (الإنجليزية)
- جو فرانتز على موقع ميوزك برينز (الإنجليزية)
- جو فرانتز على موقع قاعدة بيانات الفيلم (الإنجليزية)
- جو فرانتز على موقع كينوبويسك (الروسية)